# Andy Irons
Andy Irons (ur. 24 lipca 1978 na Kauaʻi, Hawaje, zm. 2 listopada 2010 w hrabstwie Tarrant w Teksasie) – profesjonalny surfer. 
Irons, urodzony na Hawajach, to trzykrotny mistrz świata (2002, 2003, 2004). 
Film Blue Horizon (reżyserowany przez Jacka McCoya) ukazuje jego rywalizację z ośmiokrotnym mistrzem świata Kellym Slaterem. Irons jest aktualnie piąty w rankingu WCT (World Championship Tour)
Andy Irons zmarł 2 listopada 2010 roku w trakcie zawodów ASP w Puerto Rico. Po śmierci, jego rodzina udostępniła opinii publicznej wyniki autopsji. Początkowo żona Ironsa nie chciała, aby prawdopodobnie złe rezultaty toksykologiczne zaszkodziły sławie zmarłego męża.
Autopsja potwierdza naturalną śmierć z powodu zawału mięśnia sercowego w wyniku zaawansowanej miażdżycy tętnic wieńcowych. Najprawdopodobniej było to uwarunkowane genetycznie i nikt nie mógłby mu pomóc.
Po przeczytaniu drugiej części raportu autopsji dotyczącego toksykologii, nasuwają się jednak pytania i wątpliwości. Wynika z niego, że w momencie śmierci, Andy Irons miał we krwi następujące substancje i ich metabolity: Alprazolam (antydepresant), Zolpidem (silny lek nasenny), Metadon (pochodna morfiny), kokaina (narkotyk), metamfetamina (narkotyk).
Był jednym z najlepszych surferów w historii tego sportu. Zdobył 3 tytuły mistrza świata, a jego styl był oceniany jako wyjątkowy i podziwiany przez wszystkich.